# ジョヴァンニ・アゴスティーノ・デラ・トッレと息子ニッコロの肖像
『ジョヴァンニ・アゴスティーノ・デラ・トッレと息子ニッコロの肖像』（ジョヴァンニ・アゴスティーノ・デラ・トッレとむすこニッコロのしょうぞう、伊: Ritratto di Giovanni Agostino della Torre con il figlio Niccolò、英: Portrait of Giovanni Agostino della Torre and his son Niccolò）は、イタリア盛期ルネサンスのヴェネツィア派の画家ロレンツォ・ロットが1515年にキャンバス上に油彩で描いた絵画である。現在、ロンドン・ナショナル・ギャラリーに所蔵されている。画面下部左端にある椅子に「L.[aurentius] Lotus P.[inxit] / 1515」と画家の署名と制作年が記されている。モデルの人物たちは、絵画中にある銘文により特定化されている。彼らは2人ともベルガモで医学と薬学に携わり、ヴェッキア広場にある店で香料、油、薬、顔料、硫酸鉄(II) などの化学薬品を売っていた。

## 作品
この作品は、ベルガモでロットが描いたおそらく最初の絵画である。1812年まで、作品はモデルの人物たちの末裔に所有されたが、画商に売却された。1862年に、ナショナル・ギャラリーはジョヴァンニ・モレッリの勧めで作品を購入した。
父親が手にしている折りたたんだ紙のラテン語の文字「Medicorum Esculapio / Joanni Augustino Be/rgomatj」は、彼が医師たちの「アスクレーピオス」（ギリシア神話の医学と治療の神）という意味である。抱えている大きな本は、『ガッリエヌス』（2世紀ギリシアの医師で解剖学者であったガレノスの著作の刊本）でMedicorum Esculapio / Joanni Augustino Be/rgomatj、ガレノスの権威はルネサンス期を通じて揺るがなかった。医師は机を背にして、正面向きに座り、率直に自分を鑑賞者に晒している。彼の簡素な灰色の服は皮のベルトできっちり締められている。
息子ニッコロの肖像は後から付け加えられたにちがいない。絵画の空間的・色彩的構成を損ねているからである。机の上にある手紙は、彼を「ベルガモの高貴な」「得がたい友」としている。ニッコロはヴェネツィア共和国の支持者で、ベルガモが1510年にフランスに支配されると、父ジョヴァンニの患者の1人の嘆願によりベルガモ追放を免れた。1513-1516年のスペイン占領時代を経てヴェネツィアの支配がふたたび確立すると、ニッコロはベルガモ市議会議員に選出され、1563年に80歳で死亡するまで町の政治に積極的に携わった。
父ジョヴァンニよりどっしりとして毛深い息子ニッコロは、父とは強度の異なる光を浴びている。目には父親のものにはない反射光が描かれて光っている。